# خاتون (مجموعه تلویزیونی ۱۳۸۱)
خاتون یک مجموعه تلویزیونی ایرانی محصول سال ۱۳۸۱ به کارگردانی فیاض موسوی، نویسندگی سعید قاسمیان، سینا سعیدورزی، فیاض موسوی، مسعود ریاعی، یاسین عرب زاده و تهیه‌کنندگی مسعود ریاعی است که از شبکه یک پخش شد. این مجموعه در ۳۰ قسمت تهیه شد.

## داستان
خاتون سادات داستان زندگی پیرزنی دلسوز، باشعور و مقتدر است که در طول داستان، برخوردها و روابط او با اعضای خانواده اش و افرادی دیگر در فضایی طنزآمیز به تصویر کشیده می‌شود. تمام فرزندان خاتون سادات ازدواج کرده‌اند. یک روز مانده به آغاز ماه رمضان، آخرین دختر او نیز ازدواج می‌کند و او در خانه بزرگ و قدیمی اش تنها می‌ماند. فرزندان او پس از این که نمی‌توانند او را قانع کنند که به خانه یکی از آنها بیاید، در نهایت تصمیم می‌گیرند هر کدام یک شب پیش او بمانند. حضور فرزندان، نوه‌ها و سایر اعضای خانواده، با گرایش‌های مختلف، ماجراهای متفاوتی را ایجاد می‌کند.

## بازیگران
- اشکان اشتیاق
- مینا جعفرزاده در نقش خاتون سادات
- رضا توکلی
- افسانه ناصری
- مینا نوروزی
- بیوک میرزایی
- پریسا گل‌دوست
- علی گوهری
- فرشته سرابندی
- محمود مقامی
- مریم بلالی‌مقدم
- معصومه کریمی
- مونا غمخوار
- مهدی فقیه
- مهران احمدی
- میلاد موثقی